# Generaal Maczek Museum

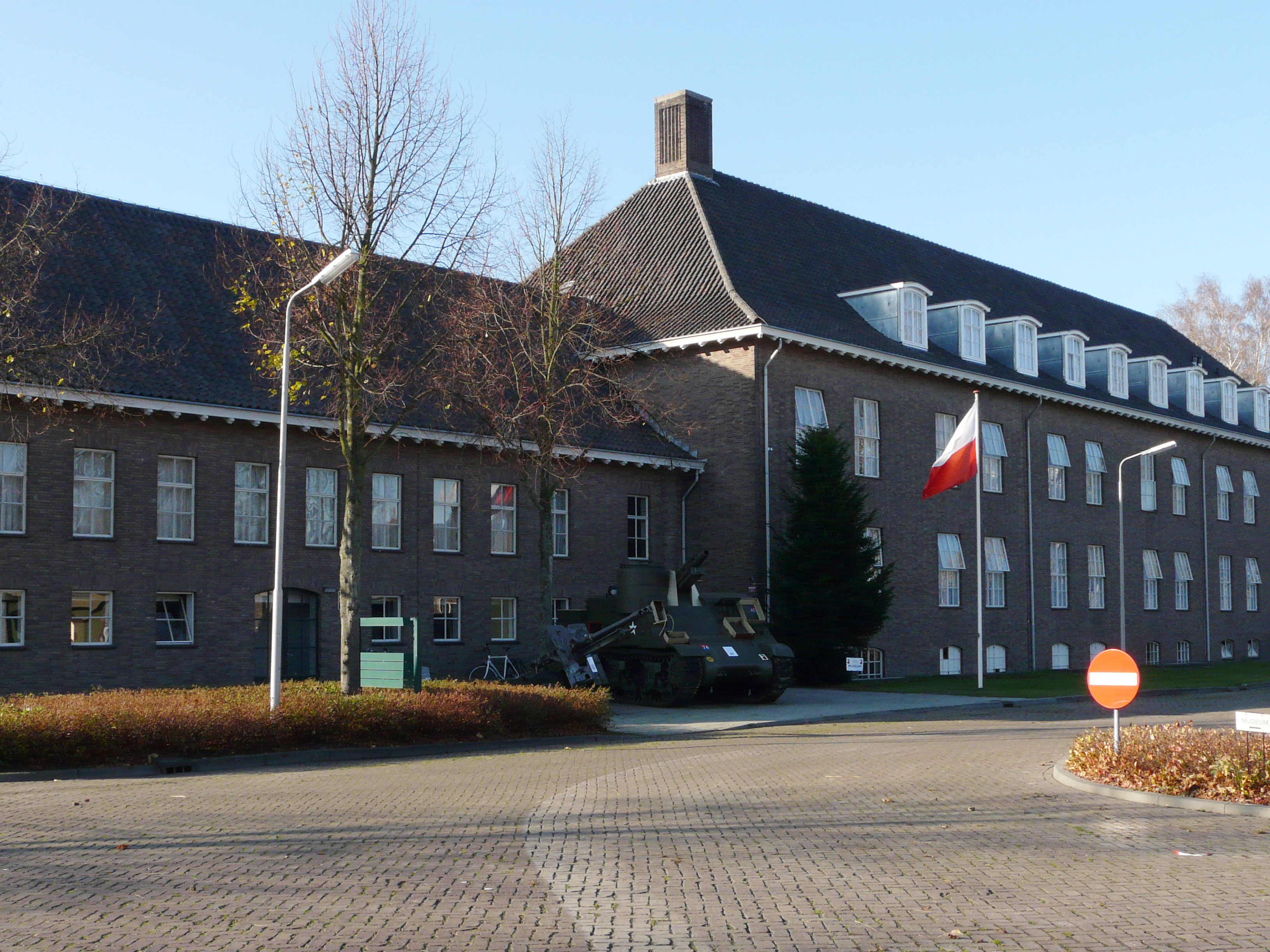
Voormalig gebouw van het Generaal Maczek Museum

Het Generaal Maczek Museum was een museum in de Noord-Brabantse stad Breda. Het was tot 2015 gevestigd in gebouw -R- op de Trip van Zoudtlandtkazerne. Op 31 maart 2020 keerde het museum terug in het Maczek Memorial Breda aan de Ettensebaan in Breda. Het museum gaf informatie over het leven van onder andere de Poolse generaal Maczek in de Tweede Wereldoorlog. Ook werden er films vertoond en waren er diverse publicaties verkrijgbaar.

## Geschiedenis

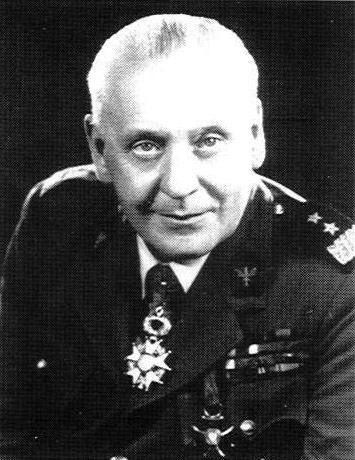
Generaal Staniław Maczek

In oktober 1944 is Breda bevrijd door Poolse soldaten onder bevel van generaal Stanisław Maczek. Er is ook een Poolse begraafplaats in Breda. Het Pools militair ereveld Breda maakt deel uit van de begraafplaats Zuylen, gelegen aan de Ettensebaan te Breda. Het monument op het Pools Militair Ereveld herinnert aan de 1e Poolse Pantserdivisie die de stad heeft bevrijd.

## Het museum

### Begintijd
Het museum bestond sinds 27 oktober 1997. Precies tien jaar later werd het in bijzijn van de burgemeester van Breda, de Poolse ambassadeur en de gouverneur van de Koninklijke Militaire Academie heropend; het was toen flink uitgebreid met onder andere een filmzaal, bibliotheek en een nieuw depot.

### Verhuizing

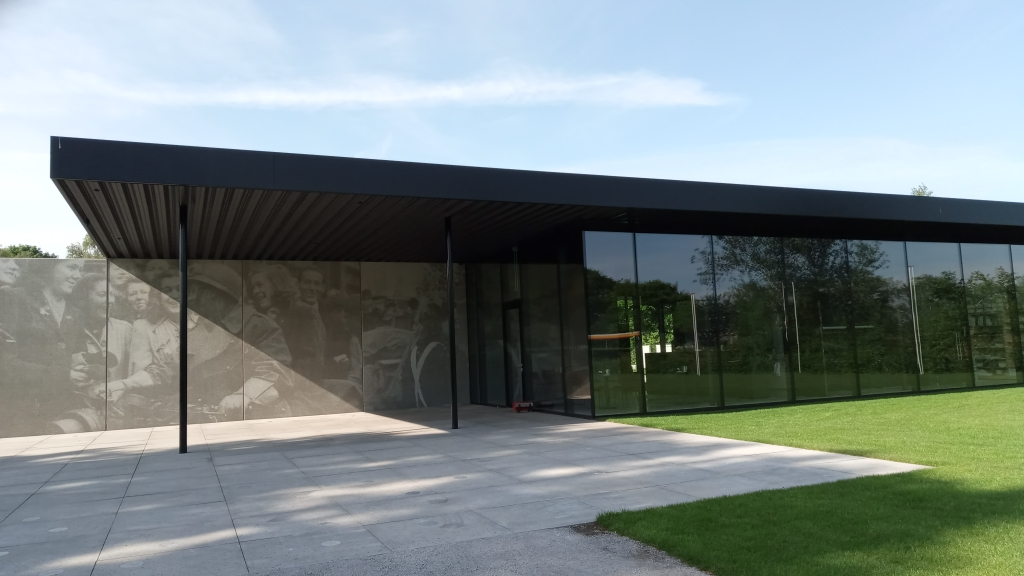
Nieuwe locatie van het museum, Maczek Memorial Breda, gelegen direct achter het Pools Militair Ereveld.

Op 27 mei 2019 ging de eerste paal de grond in voor de bouw van het Maczek Memorial Breda achter het Pools militair ereveld aan de Ettensebaan in Breda.
De opening van het Memorial was gepland op 31 maart 2020, de geboortedag van generaal Maczek. Vanwege de coronacrisis kon deze opening niet doorgaan en werd deze opnieuw verplaatst. Het museum opende zijn deuren op 1 juni 2020. Later in het jaar, in oktober, vond de officiële opening plaats tijdens de herdenking van de bevrijding van Breda.